# A 2015-ös magyarországi brókerbotrány
A 2015-ös magyarországi brókerbotrány 2015. február 23-án indult a Buda-Cash Brókerház Zrt.-vel, majd március 6-án folytatódott a Hungária Értékpapír Zrt.-vel, amelynek szintén részlegesen felfüggesztették működését feltárt szabálytalanságok miatt. Március 10-én a Quaestor Csoporthoz tartozó QUAESTOR Értékpapír-kereskedelmi és Befektetési Zrt. tevékenységi engedélyének részleges felfüggesztésére került sor. A sorozatos felfüggesztések miatt egyre inkább megromlik a befektetők, köztük a kisbefektetők bizalma a magyar brókerpiac megítélését tekintve.

## A botrány eseményei időrendben
- 2015. február 23-án részlegesen felfüggesztették a Buda-Cash Brókerház Zrt. működési engedélyét a Magyar Nemzeti Bank által lefolytatott vizsgálat miatt. A botrány továbbgyűrűzése elérte a Buda-Cash Brókerházzal szoros üzleti kapcsolatban álló DRB-bankcsoportot is.[3]
- A Magyar Nemzeti Bank március 6-án részlegesen felfüggesztette a Hungária Értékpapír Zrt. működését szintén szabálytalanságok feltárása miatt.[2]
- 2015. március 9-én öncsődöt jelentett be a Quaestor Financial Hrurira Kft., amely a Quaestor-csoport tulajdonában áll.[4]
- Március 10-én a Quaestor Csoporthoz tartozó QUAESTOR Értékpapír-kereskedelmi és Befektetési Zrt. tevékenységi engedélyének részleges felfüggesztésére került sor.[1] A Quaestor Financial Hrurira kötvényeire nem terjed ki az Országos Betétbiztosítási Alap (OBA), illetve a Befektetővédelmi Alap (BEVA) hatásköre, tehát az érintettek nem jogosultak ilyen alapon kártérítésre.[5]